# Мамоново (Ленинский район)
Мамо́ново — деревня в Ленинском городском округе Московской области России.

## География
Деревня Мамоново находится примерно в 9 км к северо-востоку от центра города Видное. Ближайшие населённые пункты — деревни Слобода и Дроздово.
К югу от деревни, за Мамоновским прудом, располагается Мамоновское кладбище, единственное открытое на территории бывших муниципальных образований «Развилковское» и «Совхоз Ленина». Рядом со входом на кладбище действует Храм Великомученика Георгия Победоносца.

## История
Название деревни, предположительно, произошло от некалендарного личного имени Мамон.
В XIX веке деревня Мамоново входила в состав Островской волости Подольского уезда. В 1899 году в деревне проживало 346 человек.
До 2006 года деревня входила в Картинский сельский округ Ленинского района, а с 2006 до 2019 года в рамках организации местного самоуправления включалась в Развилковское сельское поселение Ленинского муниципального района.
С 2019 года входит в Ленинский городской округ.

## Население
| 2002 | 2006 | 2010 |
| ---- | ---- | ---- |
| 97   | ↗108 | ↗122 |

Согласно Всероссийской переписи, в 2002 году в деревне проживало 97 человек (46 мужчин и 51 женщина). По данным на 2005 год в деревне проживало 108 человек.